# Henry James Douglas Clark
Henry James Douglas Clark, britanski general, * 1888, † 1978.